# Lista oryginalnych seriali HBO Max

Logo oryginalnych programów HBO Max

Lista oryginalnych seriali HBO Max – zestawienie oryginalnych seriali amerykańskiego serwisu strumieniowego wideo na życzenie HBO Max, prowadzonego przez koncern Warner Bros. Discovery.
Serwis został uruchomiony 27 maja 2020 w Stanach Zjednoczonych, a następnie w latach 2021–2022 w wybranych krajach Ameryki Łacińskiej i Europy, w tym 8 marca 2022 w Polsce. 23 maja 2023 HBO Max zmienił w Stanach Zjednoczonych nazwę na Max. Rebranding w pozostałych państwach odbył się w latach 2023–2024, w tym 11 czerwca 2024 w Polsce. 9 lipca 2025 serwis powrócił do nazwy HBO Max.
Artykuł zawiera informacje o serialach (czyli materiałach podzielonych na odcinki), których produkcję HBO Max zlecił i które premierowo dystrybuował jako Max Originals przynajmniej na niektórych terytoriach. Lista jest podzielona na:
- seriale fabularne, w tym:
  - aktorskie (to znaczy zrealizowane bez użycia animacji),
  - animowane dla dorosłych,
  - animowane dla dzieci i młodzieży,
- dokumentalne,
- programy rozrywkowe,
- podcasty (to znaczy seriale zrealizowane tylko z użyciem dźwięku).

W tabelach zostały wyszczególnione cztery rodzaje seriali:
- trwające, czyli takie, których niektóre odcinki zostały już wydane, a inne zostały zamówione, są w fazie produkcji lub oczekują na premierę, bądź nie została ogłoszona decyzja o kontynuacji lub anulowaniu, ale od premiery ostatniego odcinka nie minął rok[a],
- zapowiedziane, czyli takie, które zostały wyprodukowane, a ich daty premiery zostały wyznaczone i ogłoszone przez HBO Max,
- zakończone, czyli takie, których wszystkie wyprodukowane odcinki zostały wydane oraz co do których została ogłoszona decyzja o anulowaniu, lub takie, co do których nie została ogłoszona decyzja o kontynuacji lub anulowaniu, ale od premiery ostatniego odcinka minął rok[a],
- w fazie produkcji lub oczekujące na premierę, czyli bez ogłoszonej daty premiery.

Lista zawiera informacje o tytułach, datach premier i zakończenia (czyli premier pierwszych i ostatnich odcinków), liczbach odcinków i sezonów oraz krajach produkcji, a także ewentualne fakty dodatkowe (o byciu miniserialem, współprodukcją z innym dostawcą lub kontynuacją serialu innego dostawcy, a także o zapowiedzianych nowych odcinkach). Informacje na temat dat premier dotyczą najwcześniejszego pojawienia się danej pozycji w serwisie HBO Max na całym świecie (niektóre pojawiają się tylko w wybranych państwach lub ich daty premiery są różne, w zależności od kraju). W listach nie zostały uwzględnione seriale, które nie są współprodukowane przez HBO Max, ale serwis podpisał umowę na ich ekskluzywną dystrybucję na niektórych terytoriach, gdzie podpisuje je jako Max Originals.

## Seriale fabularne

### Aktorskie
| Tytuł                                        | Data premiery             | Data zakończenia          | Odcinki  | Sezony   | Kraj produkcji                                  | Dodatkowe informacje                                                                         | Źr.                     |
| Trwające                                     | Trwające                  | Trwające                  | Trwające | Trwające | Trwające                                        | Trwające                                                                                     | Trwające                |
| -------------------------------------------- | ------------------------- | ------------------------- | -------- | -------- | ----------------------------------------------- | -------------------------------------------------------------------------------------------- | ----------------------- |
| Ulica Sezamkowa (sezony 51–55)               | 12 listopada 2020(dts)    |                           | 140      | 4        | Stany Zjednoczone                               | kontynuacja serialu HBO/PBS; sezon 55 (ostatni) w trakcie emisji; kontynuowany przez Netflix | [ 9 ]                   |
| Hacks                                        | 13 maja 2021(dts)         |                           | 37       | 4        | Stany Zjednoczone                               | wznowiony na sezon 5                                                                         | [ 10 ]                  |
| I tak po prostu                              | 9 grudnia 2021(dts)       | 14 sierpnia 2025(dts)     | 33       | 3        | Stany Zjednoczone                               | sezon 3 (ostatni) w trakcie emisji                                                           | [ 11 ]                  |
| Peacemaker                                   | 13 stycznia 2022(dts)     |                           | 8        | 1        | Stany Zjednoczone                               | sezon 2 zapowiedziany na 21 sierpnia 2025                                                    | [ 12 ]                  |
| Odwilż                                       | 1 kwietnia 2022(dts)      |                           | 12       | 2        | Polska                                          | wznowiony na sezon 3                                                                         | [ 13 ]                  |
| VGLY                                         | 25 maja 2023(dts)         |                           | 13       | 1        | Meksyk                                          | wznowiony na sezon 2                                                                         | [ 14 ]                  |
| Home Sweet Rome!                             | 16 maja 2024(dts)         |                           | 13       | 1        | Stany Zjednoczone                               | współprodukcja z Cartoon Network, Family Channel, BBC, Rai i ARD                             | [ 15 ]                  |
| Margarita                                    | 2 września 2024(dts)      |                           | 40       | 1        | Argentyna                                       |                                                                                              | [ 16 ]                  |
| Lady Love                                    | 20 grudnia 2024(dts)      |                           | 6        | 1        | Polska                                          |                                                                                              | [ 17 ]                  |
| The Pitt                                     | 9 stycznia 2025(dts)      |                           | 15       | 1        | Stany Zjednoczone                               | wznowiony na sezon 2                                                                         | [ 18 ]                  |
| Beleza Fatal                                 | 27 stycznia 2025(dts)     |                           | 40       | 1        | Brazylia                                        |                                                                                              | [ 19 ]                  |
| Przesmyk                                     | 31 stycznia 2025(dts)     |                           | 6        | 1        | Polska                                          | wznowiony na sezon 2                                                                         | [ 20 ] [ 21 ]           |
| Coyotl: Bohater i bestia                     | 27 lutego 2025(dts)       |                           | 8        | 1        | Meksyk                                          |                                                                                              | [ 22 ]                  |
| Gdy nikt nas nie widzi                       | 7 marca 2025(dts)         |                           | 8        | 1        | Hiszpania                                       |                                                                                              | [ 23 ]                  |
| Sens rzeczy                                  | 28 marca 2025(dts)        |                           | 8        | 1        | Francja                                         | sezon 1 w trakcie emisji                                                                     | [ 24 ]                  |
| Przeklęci                                    | 2 maja 2025(dts)          |                           | 7        | 1        | Francja                                         |                                                                                              | [ 25 ]                  |
| Książę (od sezonu 3)                         | 9 maja 2025(dts)          |                           | 8        | 1        | Turcja                                          | kontynuacja serialu BluTV                                                                    | [ 26 ]                  |
| Chespirito: Chcąc nie chcąc                  | 5 czerwca 2025(dts)       |                           | 8        | 1        | Meksyk                                          |                                                                                              | [ 27 ]                  |
| Pati (od sezonu 2)                           | 27 czerwca 2025(dts)      |                           | 6        | 1        | Polska                                          | kontynuacja serialu Playera (w sumie 2 sezony)                                               | [ 28 ]                  |
| Zapowiedziane                                |                           |                           |          |          |                                                 |                                                                                              |                         |
| Scheda                                       | 22 sierpnia 2025(dts)     |                           |          | 1        | Polska                                          |                                                                                              | [ 29 ]                  |
| Zakończone                                   |                           |                           |          |          |                                                 |                                                                                              |                         |
| Love Life                                    | 27 maja 2020(dts)         | 11 listopada 2021(dts)    | 20       | 2        | Stany Zjednoczone                               |                                                                                              | [ 30 ]                  |
| Doom Patrol (sezony 2–4)                     | 25 czerwca 2020(dts)      | 9 listopada 2023(dts)     | 31       | 3        | Stany Zjednoczone                               | kontynuacja serialu DC Universe (w sumie 4 sezony)                                           | [ 31 ]                  |
| Tropiciele (sezony 3–5)                      | 25 czerwca 2020(dts)      | 7 stycznia 2022(dts)      | 30       | 3        | Stany Zjednoczone                               | kontynuacja serialu TBS (w sumie 5 sezonów)                                                  | [ 32 ]                  |
| Randka z gwiazdą                             | 10 czerwca 2021(dts)      | 28 września 2023(dts)     | 18       | 3        | Wielka Brytania                                 | współprodukcja z Channel 4                                                                   | [ 33 ]                  |
| South Side (sezony 2–3)                      | 11 listopada 2021(dts)    | 22 grudnia 2022(dts)      | 18       | 2        | Stany Zjednoczone                               | kontynuacja serialu Comedy Central (w sumie 3 sezony)                                        | [ 34 ]                  |
| Os Ausentes                                  | 22 lipca 2021(dts)        | 22 lipca 2021(dts)        | 10       | 1        | Brazylia                                        |                                                                                              | [ 35 ]                  |
| Rap Sh!t                                     | 21 lipca 2022(dts)        | 21 grudnia 2023(dts)      | 16       | 2        | Stany Zjednoczone                               |                                                                                              | [ 36 ]                  |
| Wychowane przez wilki                        | 3 września 2020(dts)      | 17 marca 2022(dts)        | 18       | 2        | Stany Zjednoczone                               |                                                                                              | [ 37 ]                  |
| Veneno                                       | 19 listopada 2020(dts)    | 10 grudnia 2020(dts)      | 8        | 1        | Hiszpania                                       | miniserial; współprodukcja z Atresplayer Premium                                             | [ 38 ] [ 39 ]           |
| Stewardessa                                  | 26 listopada 2020(dts)    | 26 maja 2022(dts)         | 16       | 2        | Stany Zjednoczone                               |                                                                                              | [ 40 ]                  |
| Bo to grzech                                 | 18 lutego 2021(dts)       | 18 lutego 2021(dts)       | 5        | 1        | Wielka Brytania                                 | miniserial; współprodukcja z Channel 4                                                       | [ 41 ]                  |
| Pokolenie                                    | 11 marca 2021(dts)        | 8 lipca 2021(dts)         | 16       | 1        | Stany Zjednoczone                               |                                                                                              | [ 42 ]                  |
| Stworzona do miłości                         | 1 kwietnia 2021(dts)      | 19 maja 2022(dts)         | 16       | 2        | Stany Zjednoczone                               |                                                                                              | [ 43 ]                  |
| Ten cholerny Michael Che                     | 6 maja 2021(dts)          | 26 maja 2022(dts)         | 12       | 2        | Stany Zjednoczone                               |                                                                                              | [ 44 ]                  |
| Plotkara                                     | 8 lipca 2021(dts)         | 26 stycznia 2022(dts)     | 22       | 2        | Stany Zjednoczone                               |                                                                                              | [ 45 ]                  |
| Miłosne zaklęcia                             | 12 sierpnia 2021(dts)     | 12 sierpnia 2021(dts)     | 10       | 1        | Meksyk                                          |                                                                                              | [ 46 ]                  |
| Titans (sezony 3–4)                          | 12 sierpnia 2021(dts)     | 11 maja 2023(dts)         | 25       | 2        | Stany Zjednoczone                               | kontynuacja serialu DC Universe (w sumie 4 sezony)                                           | [ 47 ]                  |
| The Other Two (sezony 2–3)                   | 26 sierpnia 2021(dts)     | 29 czerwca 2023(dts)      | 20       | 2        | Stany Zjednoczone                               | kontynuacja serialu Comedy Central (w sumie 3 sezony)                                        | [ 48 ]                  |
| Bitwa na rymy                                | 16 września 2021(dts)     | 29 czerwca 2023(dts)      | 19       | 2        | Argentyna                                       |                                                                                              | [ 49 ] [ 50 ]           |
| Asesino del Olvido                           | 7 października 2021(dts)  | 7 października 2021(dts)  | 10       | 1        | Meksyk                                          |                                                                                              | [ 51 ]                  |
| Cała reszta                                  | 26 października 2021(dts) | 12 grudnia 2021(dts)      | 8        | 1        | Hiszpania                                       |                                                                                              | [ 52 ]                  |
| Mil Colmillos                                | 28 października 2021(dts) | 28 października 2021(dts) | 7        | 1        | Kolumbia                                        |                                                                                              | [ 53 ]                  |
| Head of the Class                            | 4 listopada 2021(dts)     | 4 listopada 2021(dts)     | 10       | 1        | Stany Zjednoczone                               |                                                                                              | [ 54 ]                  |
| Kamikaze                                     | 14 listopada 2021(dts)    | 5 grudnia 2021(dts)       | 8        | 1        | Dania                                           |                                                                                              | [ 55 ]                  |
| Sort Of                                      | 18 listopada 2021(dts)    | 8 lutego 2024(dts)        | 16       | 2        | Kanada                                          | współprodukcja z CBC                                                                         | [ 56 ]                  |
| Życie seksualne studentek                    | 18 listopada 2021(dts)    | 23 stycznia 2025(dts)     | 30       | 3        | Stany Zjednoczone                               |                                                                                              | [ 57 ]                  |
| Do boju, Juan!                               | 28 listopada 2021(dts)    | 9 stycznia 2022(dts)      | 8        | 1        | Hiszpania                                       |                                                                                              | [ 58 ]                  |
| Idealne życie (sezon 2)                      | 2 grudnia 2021(dts)       | 2 grudnia 2021(dts)       | 6        | 1        | Hiszpania                                       | kontynuacja serialu Movistar+ we współprodukcji z Movistar+ (w sumie 2 sezony)               | [ 59 ] [ 60 ]           |
| Przybysze (sezon 2)                          | 5 grudnia 2021(dts)       | 2 stycznia 2022(dts)      | 6        | 1        | Norwegia                                        | kontynuacja serialu HBO Nordic (w sumie 2 sezony)                                            | [ 61 ]                  |
| Stacja Jedenasta                             | 16 grudnia 2021(dts)      | 13 stycznia 2022(dts)     | 10       | 1        | Stany Zjednoczone                               | miniserial                                                                                   | [ 62 ]                  |
| Sin novedad                                  | 19 grudnia 2021(dts)      | 19 grudnia 2021(dts)      | 6        | 1        | Hiszpania                                       | miniserial                                                                                   | [ 63 ]                  |
| Búnker                                       | 23 grudnia 2021(dts)      | 23 grudnia 2021(dts)      | 8        | 1        | Meksyk                                          |                                                                                              | [ 64 ]                  |
| Dziewczyna przede mną                        | 10 lutego 2022(dts)       | 10 lutego 2022(dts)       | 4        | 1        | Wielka Brytania                                 | miniserial; współprodukcja z BBC One                                                         | [ 65 ]                  |
| Nasza bandera znaczy śmierć                  | 3 marca 2022(dts)         | 26 października 2023(dts) | 18       | 2        | Stany Zjednoczone                               |                                                                                              | [ 66 ]                  |
| Turysta (sezon 1)                            | 3 marca 2022(dts)         | 3 marca 2022(dts)         | 6        | 1        | Wielka BrytaniaAustraliaStany ZjednoczoneNiemcy | współprodukcja z BBC One, Stan i ZDF; kontynuowany przez nich (w sumie 2 sezony)             | [ 67 ]                  |
| Ruxx                                         | 8 marca 2022(dts)         | 15 kwietnia 2022(dts)     | 8        | 1        | Rumunia                                         |                                                                                              | [ 68 ]                  |
| Theodosia (sezon 1a)                         | 10 marca 2022(dts)        | 10 marca 2022(dts)        | 13       | 1        | Francja                                         | współprodukcja z ZDF i Globoplay; kontynuowany przez ZDF i Globoplay                         | [ 69 ]                  |
| DMZ                                          | 17 marca 2022(dts)        | 17 marca 2022(dts)        | 4        | 1        | Stany Zjednoczone                               | miniserial                                                                                   | [ 70 ]                  |
| Minx (sezon 1)                               | 17 marca 2022(dts)        | 17 marca 2022(dts)        | 10       | 1        | Stany Zjednoczone                               | kontynuowany przez Starz (w sumie 2 sezony)                                                  | [ 71 ]                  |
| Pożądanie                                    | 18 marca 2022(dts)        | 18 marca 2022(dts)        | 8        | 1        | Szwecja                                         |                                                                                              | [ 72 ]                  |
| Julia                                        | 31 marca 2022(dts)        | 21 grudnia 2023(dts)      | 16       | 2        | Stany Zjednoczone                               |                                                                                              | [ 73 ]                  |
| Informator                                   | 1 kwietnia 2022(dts)      | 13 maja 2022(dts)         | 8        | 1        | Węgry                                           |                                                                                              | [ 74 ]                  |
| Tokyo Vice                                   | 7 kwietnia 2022(dts)      | 4 kwietnia 2024(dts)      | 18       | 2        | Stany Zjednoczone                               | współprodukcja z Wowow                                                                       | [ 75 ] [ 76 ]           |
| The Garcias                                  | 14 kwietnia 2022(dts)     | 12 maja 2022(dts)         | 10       | 1        | Stany Zjednoczone                               |                                                                                              | [ 77 ]                  |
| Las Bravas F.C.                              | 5 maja 2022(dts)          | 19 maja 2022(dts)         | 8        | 1        | Meksyk                                          |                                                                                              | [ 78 ]                  |
| Schody                                       | 5 maja 2022(dts)          | 9 czerwca 2022(dts)       | 8        | 1        | Stany Zjednoczone                               | miniserial                                                                                   | [ 79 ]                  |
| Kroniki Gordity                              | 23 czerwca 2022(dts)      | 23 czerwca 2022(dts)      | 10       | 1        | Stany Zjednoczone                               |                                                                                              | [ 80 ]                  |
| Jak posłać wszystko w diabły                 | 1 lipca 2022(dts)         | 1 lipca 2022(dts)         | 6        | 1        | Hiszpania                                       |                                                                                              | [ 81 ]                  |
| Słodkie kłamstewka: Grzech pierworodny       | 28 lipca 2022(dts)        | 20 czerwca 2024(dts)      | 18       | 2        | Stany Zjednoczone                               |                                                                                              | [ 82 ]                  |
| Pennyworth (sezon 3)                         | 6 października 2022(dts)  | 24 listopada 2022(dts)    | 10       | 1        | Stany Zjednoczone                               | kontynuacja serialu Epix (w sumie 3 sezony)                                                  | [ 83 ]                  |
| García!                                      | 28 października 2022(dts) | 25 listopada 2022(dts)    | 6        | 1        | Hiszpania                                       |                                                                                              | [ 84 ]                  |
| Świat Luny                                   | 13 listopada 2022(dts)    | 13 listopada 2022(dts)    | 10       | 1        | Brazylia                                        |                                                                                              | [ 85 ]                  |
| The Head (sezony 2–3)                        | 22 grudnia 2022(dts)      | 24 stycznia 2025(dts)     | 12       | 2        | HiszpaniaJaponia                                | współprodukcja z Nippon TV, kontynuacja serialu Orange TV i Nippon TV (w sumie 3 sezony)     | [ 86 ]                  |
| #BringBackAlice                              | 14 kwietnia 2023(dts)     | 12 maja 2023(dts)         | 6        | 1        | Polska                                          |                                                                                              | [ 87 ] [ 88 ]           |
| Miłość i śmierć                              | 27 kwietnia 2023(dts)     | 25 maja 2023(dts)         | 7        | 1        | Stany Zjednoczone                               | miniserial                                                                                   | [ 89 ]                  |
| Kurczaki bez głów                            | 28 kwietnia 2023(dts)     | 28 kwietnia 2023(dts)     | 7        | 1        | Hiszpania                                       |                                                                                              | [ 90 ]                  |
| Po obu stronach otchłani                     | 8 maja 2023(dts)          | 22 maja 2023(dts)         | 6        | 1        | Niemcy                                          | współprodukcja z RTL+                                                                        | [ 91 ]                  |
| Spy/Master                                   | 19 maja 2023(dts)         | 16 czerwca 2023(dts)      | 6        | 1        | Rumunia                                         | miniserial                                                                                   | [ 92 ]                  |
| Warrior (sezon 3)                            | 29 czerwca 2023(dts)      | 17 sierpnia 2023(dts)     | 10       | 1        | Stany Zjednoczone                               | kontynuacja serialu Cinemax (w sumie 3 sezony)                                               | [ 93 ]                  |
| Pełne koło                                   | 13 lipca 2023(dts)        | 27 lipca 2023(dts)        | 6        | 1        | Stany Zjednoczone                               | miniserial                                                                                   | [ 94 ]                  |
| Moja magiczna szafa                          | 20 lipca 2023(dts)        | 10 sierpnia 2023(dts)     | 10       | 1        | Brazylia                                        |                                                                                              | [ 95 ]                  |
| Kocham cię i to boli                         | 17 sierpnia 2023(dts)     | 7 września 2024(dts)      | 13       | 1        | Meksyk                                          |                                                                                              | [ 96 ]                  |
| Candy Cruz                                   | 19 października 2023(dts) | 2 listopada 2023(dts)     | 10       | 1        | Meksyk                                          |                                                                                              | [ 97 ]                  |
| Klub pocałunków: Przyszłość jest martwa      | 19 października 2023(dts) | 2 listopada 2023(dts)     | 8        | 1        | Meksyk                                          |                                                                                              | [ 98 ]                  |
| Bukmaher                                     | 30 listopada 2023(dts)    | 30 stycznia 2025(dts)     | 16       | 2        | Stany Zjednoczone                               |                                                                                              | [ 99 ]                  |
| Kampania dziewczyn                           | 14 marca 2024(dts)        | 9 maja 2024(dts)          | 10       | 1        | Stany Zjednoczone                               |                                                                                              | [ 100 ]                 |
| Przez most                                   | 4 kwietnia 2024(dts)      | 18 kwietnia 2024(dts)     | 7        | 1        | Brazylia                                        |                                                                                              | [ 101 ]                 |
| Szczęśliwa szóstka                           | 2 maja 2024(dts)          | 16 maja 2024(dts)         | 8        | 1        | Argentyna                                       |                                                                                              | [ 102 ]                 |
| MILF of Norway                               | 21 maja 2024(dts)         | 5 lipca 2024(dts)         | 8        | 1        | Norwegia                                        |                                                                                              | [ 103 ]                 |
| Skazana (sezon 4)                            | 11 czerwca 2024(dts)      | 28 czerwca 2024(dts)      | 4        | 1        | Polska                                          | kontynuacja serialu Playera (w sumie 4 sezony)                                               | [ 104 ]                 |
| Szadź (sezon 4)                              | 4 października 2024(dts)  | 15 listopada 2024(dts)    | 7        | 1        | Polska                                          | kontynuacja serialu Playera (w sumie 4 sezony)                                               | [ 105 ]                 |
| Oddana przyjaciółka                          | 11 października 2024(dts) | 1 listopada 2024(dts)     | 4        | 1        | Francja                                         | miniserial                                                                                   | [ 106 ]                 |
| Duster                                       | 15 maja 2025(dts)         | 3 lipca 2025(dts)         | 8        | 1        | Stany Zjednoczone                               |                                                                                              | [ 107 ]                 |
| W fazie produkcji lub oczekujące na premierę |                           |                           |          |          |                                                 |                                                                                              |                         |
| Anon Pls                                     |                           |                           |          |          | Stany Zjednoczone                               |                                                                                              | [ 108 ]                 |
| Booster Gold                                 |                           |                           |          |          | Stany Zjednoczone                               |                                                                                              | [ 109 ] [ 110 ]         |
| Colisión                                     |                           |                           |          |          | Meksyk                                          |                                                                                              | [ 111 ]                 |
| Como Agua Para Chocolate                     |                           |                           |          |          | Stany ZjednoczoneMeksyk                         |                                                                                              | [ 112 ] [ 113 ]         |
| The First Göktürk                            |                           |                           |          | 1        | Turcja                                          |                                                                                              | [ 114 ]                 |
| Klara (od sezonu 2)                          |                           |                           | 8        |          | Polska                                          | kontynuacja serialu Playera                                                                  | [ 115 ]                 |
| Madam Beja                                   |                           |                           | 40       |          | Brazylia                                        |                                                                                              | [ 116 ] [ 111 ]         |
| Magarsus (od sezonu 2)                       |                           |                           |          | 1        | Turcja                                          | kontynuacja serialu BluTV                                                                    | [ 114 ]                 |
| Monos con Pistola                            |                           |                           | 7        | 1        | Hiszpania                                       |                                                                                              | [ 117 ]                 |
| Niebo. Rok w piekle                          |                           |                           |          |          | Polska                                          |                                                                                              | [ 118 ]                 |
| niezatytułowany serial Jana Holoubka         |                           |                           |          |          | Polska                                          |                                                                                              | [ 119 ]                 |
| Paolo                                        |                           |                           | 7        | 1        | Francja                                         |                                                                                              | [ 114 ]                 |
| Paradise Lost                                |                           |                           |          | 1        | Stany Zjednoczone                               |                                                                                              | [ 109 ] [ 110 ]         |
| Piekło kobiet                                |                           |                           |          |          | Polska                                          |                                                                                              | [ 120 ]                 |
| Portobello                                   |                           |                           |          |          | Włochy                                          |                                                                                              | [ 121 ]                 |
| Privileges                                   |                           |                           | 6        | 1        | Francja                                         |                                                                                              | [ 114 ]                 |
| Pubertat                                     |                           |                           | 6        | 1        | Hiszpania                                       |                                                                                              | [ 122 ]                 |
| The Seduction                                |                           |                           | 6        | 1        | Francja                                         |                                                                                              | [ 114 ]                 |
| Stuart Fails to Save the Universe            |                           |                           |          |          | Stany Zjednoczone                               |                                                                                              | [ 123 ]                 |
| Vivre avec nos morts                         |                           |                           |          |          | Francja                                         |                                                                                              | [ 124 ]                 |
| Waller                                       |                           |                           |          | 1        | Stany Zjednoczone                               |                                                                                              | [ 125 ] [ 109 ] [ 110 ] |
| Zmora                                        |                           |                           |          |          | Polska                                          |                                                                                              | [ 126 ]                 |

### Animowane dla dorosłych
| Tytuł                           | Data premiery             | Data zakończenia          | Odcinki  | Sezony   | Kraj produkcji    | Dodatkowe informacje                                | Źr.      |
| Trwające                        | Trwające                  | Trwające                  | Trwające | Trwające | Trwające          | Trwające                                            | Trwające |
| ------------------------------- | ------------------------- | ------------------------- | -------- | -------- | ----------------- | --------------------------------------------------- | -------- |
| Harley Quinn (od sezonu 3)      | 28 lipca 2022(dts)        |                           | 31       | 3        | Stany Zjednoczone | kontynuacja serialu DC Universe (w sumie 5 sezonów) | [ 127 ]  |
| Pora na przygodę: Fionna i Cake | 31 sierpnia 2023(dts)     |                           | 10       | 1        | Stany Zjednoczone | wznowiony na sezon 2                                | [ 128 ]  |
| Hop                             | 4 kwietnia 2024(dts)      |                           | 19       | 1        | Stany Zjednoczone | sezon 1d zapowiedziany na 14 sierpnia 2025          | [ 129 ]  |
| Latawiec: W pytkę!              | 18 lipca 2024(dts)        |                           | 10       | 1        | Stany Zjednoczone |                                                     | [ 130 ]  |
| Koszmarne Komando               | 5 grudnia 2024(dts)       |                           | 7        | 1        | Stany Zjednoczone | wznowiony na sezon 2                                | [ 131 ]  |
| Zakończone                      |                           |                           |          |          |                   |                                                     |          |
| Close Enough                    | 9 lipca 2020(dts)         | 7 kwietnia 2022(dts)      | 24       | 3        | Stany Zjednoczone |                                                     | [ 132 ]  |
| The Prince                      | 29 lipca 2020(dts)        | 29 lipca 2020(dts)        | 12       | 1        | Stany Zjednoczone |                                                     | [ 133 ]  |
| Dzisięcioletni Tom              | 30 września 2021(dts)     | 12 października 2023(dts) | 20       | 2        | Stany Zjednoczone |                                                     | [ 134 ]  |
| Święty i spółka                 | 2 grudnia 2021(dts)       | 2 grudnia 2021(dts)       | 8        | 1        | Stany Zjednoczone |                                                     | [ 135 ]  |
| Velma                           | 12 stycznia 2023(dts)     | 3 października 2024(dts)  | 21       | 2        | Stany Zjednoczone |                                                     | [ 136 ]  |
| Biedny diabeł                   | 17 lutego 2023(dts)       | 17 lutego 2023(dts)       | 8        | 1        | Hiszpania         |                                                     | [ 137 ]  |
| Mariachi                        | 2 marca 2023(dts)         | 2 marca 2023(dts)         | 8        | 1        | Meksyk            |                                                     | [ 138 ]  |
| Fired on Mars                   | 20 kwietnia 2023(dts)     | 11 maja 2003(dts)         | 8        | 1        | Stany Zjednoczone |                                                     | [ 139 ]  |
| Clone High (sezony 2–3)         | 23 maja 2023(dts)         | 1 lutego 2024(dts)        | 20       | 2        | Stany Zjednoczone | kontynuacja serialu MTV (w sumie 3 sezony)          | [ 140 ]  |
| Young Love                      | 21 września 2023(dts)     | 5 października 2023(dts)  | 12       | 1        | Stany Zjednoczone |                                                     | [ 141 ]  |
| Scavengers Reign                | 19 października 2023(dts) | 9 listopada 2023(dts)     | 12       | 1        | Stany Zjednoczone |                                                     | [ 142 ]  |
| Asronauta                       | 18 października 2024(dts) | 22 listopada 2024(dts)    | 6        | 1        | Brazylia          |                                                     | [ 143 ]  |

### Animowane dla dzieci i młodzieży
| Tytuł                                        | Data premiery             | Data zakończenia          | Odcinki  | Sezony   | Kraj produkcji          | Dodatkowe informacje                                                                        | Źr.      |
| Trwające                                     | Trwające                  | Trwające                  | Trwające | Trwające | Trwające                | Trwające                                                                                    | Trwające |
| -------------------------------------------- | ------------------------- | ------------------------- | -------- | -------- | ----------------------- | ------------------------------------------------------------------------------------------- | -------- |
| Gremliny: Tajemnice Mogwajów                 | 23 maja 2023(dts)         |                           | 20       | 2        | Stany Zjednoczone       |                                                                                             | [ 144 ]  |
| Bea’s Block                                  | 15 lutego 2024(dts)       |                           | 15       | 1        | Stany Zjednoczone       | współprodukcja ze Sky Kids                                                                  | [ 145 ]  |
| Mermicorno: Starfall                         | 30 stycznia 2025(dts)     |                           | 23       | 2        | Stany Zjednoczone       |                                                                                             | [ 146 ]  |
| Dylan’s Playtime Adventures                  | 6 marca 2025(dts)         |                           | 13       | 1        | Kanada                  | współprodukcja z CBC Kids i CBeebies                                                        | [ 147 ]  |
| Zakończone                                   |                           |                           |          |          |                         |                                                                                             |          |
| Zwariowane melodie: Kreskówki                | 27 maja 2020(dts)         | 13 czerwca 2024(dts)      | 82       | 6        | Stany Zjednoczone       |                                                                                             | [ 148 ]  |
| Obóz na wyspie (sezony 2–5)                  | 18 czerwca 2020(dts)      | 9 grudnia 2021(dts)       | 60       | 4        | Stany Zjednoczone       | kontynuacja serialu Cartoon Network, kontynuowany przez Cartoon Network (w sumie 6 sezonów) | [ 149 ]  |
| Pora na przygodę: Odległe krainy             | 25 czerwca 2020(dts)      | 2 września 2020(dts)      | 4        | 1        | Stany Zjednoczone       | miniserial                                                                                  | [ 150 ]  |
| Esme i Roy (sezon 2)                         | 25 czerwca 2020(dts)      | 4 lutego 2022(dts)        | 26       | 1        | Stany ZjednoczoneKanada | kontynuacja serialu HBO (w sumie 2 sezony)                                                  | [ 151 ]  |
| Tig n’ Seek                                  | 23 lipca 2020(dts)        | 26 maja 2020(dts)         | 80       | 4        | Stany Zjednoczone       |                                                                                             | [ 152 ]  |
| Pociąg do nieskończoności (sezony 3–4)       | 13 sierpnia 2020(dts)     | 15 kwietnia 2021(dts)     | 20       | 2        | Stany Zjednoczone       | kontynuacja serialu Cartoon Network (w sumie 4 sezony)                                      | [ 153 ]  |
| Fungisy!                                     | 20 sierpnia 2020(dts)     | 16 grudnia 2021(dts)      | 80       | 3        | Stany Zjednoczone       |                                                                                             | [ 154 ]  |
| Tom and Jerry Special Shorts                 | 20 lutego 2021(dts)       | 20 lutego 2021(dts)       | 2        | 1        | Stany Zjednoczone       | miniserial                                                                                  | [ 155 ]  |
| Tom i Jerry w Nowym Jorku                    | 1 lipca 2021(dts)         | 18 listopada 2021(dts)    | 13       | 2        | Stany Zjednoczone       |                                                                                             | [ 156 ]  |
| Jellystone!                                  | 29 lipca 2021(dts)        | 6 marca 2025(dts)         | 77       | 3        | Stany Zjednoczone       |                                                                                             | [ 157 ]  |
| Little Ellen                                 | 13 września 2021(dts)     | 3 marca 2022(dts)         | 20       | 2        | Stany Zjednoczone       |                                                                                             | [ 158 ]  |
| Yabba Dabba Dinozaury!                       | 30 września 2021(dts)     | 17 lutego 2022(dts)       | 26       | 2        | Stany Zjednoczone       |                                                                                             | [ 159 ]  |
| Scooby Doo i… zgadnij kto? (sezon 2b)        | 1 października 2021(dts)  | 1 października 2021(dts)  | 11       | 1        | Stany Zjednoczone       | kontynuacja serialu Boomerangu (w sumie 2 sezony)                                           | [ 160 ]  |
| Aquaman: Król Atlantydy                      | 14 października 2021(dts) | 28 października 2021(dts) | 3        | 1        | Stany Zjednoczone       | miniserial                                                                                  | [ 161 ]  |
| Liga Młodych (sezon 4)                       | 16 października 2021(dts) | 9 czerwca 2022(dts)       | 26       | 1        | Stany Zjednoczone       | kontynuacja serialu DC Universe/Cartoon Network (w sumie 4 sezony)                          | [ 162 ]  |
| Los sustos ocultos de Frankelda              | 29 października 2021(dts) | 29 października 2021(dts) | 5        | 1        | Meksyk                  |                                                                                             | [ 163 ]  |
| Gen:Lock (sezon 2)                           | 4 listopada 2021(dts)     | 23 grudnia 2021(dts)      | 8        | 1        | Stany Zjednoczone       | kontynuacja serialu Rooster Teeth (w sumie 2 sezony)                                        | [ 164 ]  |
| W fazie produkcji lub oczekujące na premierę |                           |                           |          |          |                         |                                                                                             |          |
| Invincible Fight Girl                        |                           |                           |          |          | Stany Zjednoczone       | współprodukcja z Cartoon Network                                                            | [ 165 ]  |
| Unlimited Squirrels!                         |                           |                           |          |          | Stany Zjednoczone       | współprodukcja z Cartoon Network                                                            | [ 166 ]  |

## Seriale dokumentalne
| Tytuł                                            | Data premiery             | Data zakończenia          | Odcinki  | Sezony   | Kraj produkcji    | Dodatkowe informacje        | Źr.      |
| Trwające                                         | Trwające                  | Trwające                  | Trwające | Trwające | Trwające          | Trwające                    | Trwające |
| ------------------------------------------------ | ------------------------- | ------------------------- | -------- | -------- | ----------------- | --------------------------- | -------- |
| Through Our Eyes                                 | 22 lipca 2021(dts)        |                           | 4        | 1        | Stany Zjednoczone | wznowiony na sezon 2        | [ 167 ]  |
| Na szlaku odkryć                                 | 18 stycznia 2024(dts)     |                           | 8        | 1        | Stany Zjednoczone | wznowiony na sezon 2        | [ 168 ]  |
| Conan O’Brien wylatuje                           | 18 kwietnia 2024(dts)     |                           | 7        | 2        | Stany Zjednoczone | wznowiony na sezon 2        | [ 169 ]  |
| Zapowiedziane                                    |                           |                           |          |          |                   |                             |          |
| Most Wanted: Teen Hacker                         | 5 września 2024(dts)      |                           | 4        | 1        | Finlandia         | miniserial                  | [ 170 ]  |
| Zakończone                                       |                           |                           |          |          |                   |                             |          |
| Odmienne stany Amy                               | 9 lipca 2020(dts)         | 9 lipca 2020(dts)         | 3        | 1        | Stany Zjednoczone | miniserial                  | [ 171 ]  |
| Ravi Patel’s Pursuit of Happiness                | 27 sierpnia 2020(dts)     | 27 sierpnia 2020(dts)     | 4        | 1        | Stany Zjednoczone |                             | [ 172 ]  |
| Equal                                            | 22 października 2020(dts) | 22 października 2020(dts) | 4        | 1        | Stany Zjednoczone | miniserial                  | [ 173 ]  |
| Wrota Niebios. Sekta nad sektami                 | 3 grudnia 2020(dts)       | 3 grudnia 2020(dts)       | 4        | 1        | Stany Zjednoczone | miniserial                  | [ 174 ]  |
| The Event                                        | 14 stycznia 2021(dts)     | 14 stycznia 2021(dts)     | 4        | 1        | Stany Zjednoczone |                             | [ 175 ]  |
| Pokolenie naciągaczy                             | 22 kwietnia 2021(dts)     | 22 kwietnia 2021(dts)     | 10       | 1        | Stany Zjednoczone |                             | [ 176 ]  |
| Ku przepaści: Bóg, chciwość i kult Gwen Shamblin | 30 września 2021(dts)     | 28 kwietnia 2022(dts)     | 5        | 1        | Stany Zjednoczone | miniserial                  | [ 177 ]  |
| Co się stało, Brittany Murphy?                   | 14 października 2021(dts) | 14 października 2021(dts) | 2        | 1        | Stany Zjednoczone | miniserial                  | [ 178 ]  |
| Sprawa Wanninkhof                                | 26 października 2021(dts) | 26 października 2021(dts) | 6        | 1        | Hiszpania         | miniserial                  | [ 179 ]  |
| Onda Boa com Ivete                               | 20 stycznia 2022(dts)     | 17 lutego 2022(dts)       | 5        | 1        | Brazylia          |                             | [ 180 ]  |
| Take Out with Lisa Ling                          | 27 stycznia 2022(dts)     | 27 stycznia 2022(dts)     | 6        | 1        | Stany Zjednoczone |                             | [ 181 ]  |
| Bilardo, el doctor del fútbol                    | 24 lutego 2022(dts)       | 24 kwietnia 2022(dts)     | 4        | 1        | Argentyna         | miniserial                  | [ 182 ]  |
| Rozgrywając Wall Street                          | 3 marca 2022(dts)         | 3 marca 2022(dts)         | 2        | 1        | Stany Zjednoczone |                             | [ 183 ]  |
| Doskonałe ujęcie                                 | 24 marca 2022(dts)        | 24 marca 2022(dts)        | 6        | 1        | Stany Zjednoczone |                             | [ 184 ]  |
| Brené Brown: Atlas serca                         | 31 marca 2022(dts)        | 31 marca 2022(dts)        | 5        | 1        | Stany Zjednoczone |                             | [ 185 ]  |
| Głodni razem                                     | 1 kwietnia 2022(dts)      | 22 kwietnia 2022(dts)     | 8        | 1        | Czechy            | miniserial                  | [ 186 ]  |
| Nie taka piękna                                  | 14 kwietnia 2022(dts)     | 14 kwietnia 2022(dts)     | 4        | 1        | Stany Zjednoczone | miniserial                  | [ 187 ]  |
| PCC – Poder Secreto                              | 26 maja 2022(dts)         | 26 maja 2022(dts)         | 5        | 1        | Brazylia          | miniserial                  | [ 188 ]  |
| Irina Rimes: Moja droga                          | 3 czerwca 2022(dts)       | 3 czerwca 2022(dts)       | 7        | 1        | Rumunia           | miniserial                  | [ 189 ]  |
| Menudo: Wiecznie młodzi                          | 23 czerwca 2022(dts)      | 23 czerwca 2022(dts)      | 4        | 1        | Stany Zjednoczone | miniserial                  | [ 190 ]  |
| Ostatnie gwiazdy kina                            | 21 lipca 2022(dts)        | 21 lipca 2022(dts)        | 6        | 1        | Stany Zjednoczone | miniserial                  | [ 191 ]  |
| Pacto Brutal: O Assassinato de Daniella Perez    | 21 lipca 2022(dts)        | 28 lipca 2022(dts)        | 5        | 1        | Brazylia          | miniserial                  | [ 192 ]  |
| Low Country: Dynastia Murdaugh                   | 3 listopada 2022(dts)     | 3 listopada 2022(dts)     | 3        | 1        | Stany Zjednoczone | miniserial                  | [ 193 ]  |
| Osel                                             | 3 listopada 2022(dts)     | 3 listopada 2022(dts)     | 4        | 1        | Hiszpania         | miniserial                  | [ 194 ]  |
| Jak powstaje seksafera                           | 23 maja 2023(dts)         | 23 maja 2023(dts)         | 3        | 1        | Stany Zjednoczone | miniserial                  | [ 195 ]  |
| Jason Bateman i przyjaciele: „Smartless” Show    | 23 maja 2023(dts)         | 23 maja 2023(dts)         | 6        | 1        | Stany Zjednoczone | miniserial                  | [ 196 ]  |
| Jedz zdrowo z Zooey Deschanel                    | 23 maja 2023(dts)         | 23 maja 2023(dts)         | 6        | 1        | Stany Zjednoczone |                             | [ 197 ]  |
| 100 lat Warner Bros.                             | 25 maja 2023(dts)         | 1 czerwca 2023(dts)       | 4        | 1        | Stany Zjednoczone | miniserial                  | [ 198 ]  |
| Nago. Głośno. Dumnie                             | 1 czerwca 2023(dts)       | 1 czerwca 2023(dts)       | 5        | 1        | Polska            |                             | [ 199 ]  |
| Pierwsza piątka                                  | 9 czerwca 2023(dts)       | 9 czerwca 2023(dts)       | 3        | 1        | Finlandia         | miniserial                  | [ 200 ]  |
| Shaun White: Król snowboardingu                  | 6 lipca 2023(dts)         | 6 lipca 2023(dts)         | 4        | 1        | Stany Zjednoczone | miniserial                  | [ 201 ]  |
| Se busca millonario                              | 7 lipca 2023(dts)         | 7 lipca 2023(dts)         | 4        | 1        | Hiszpania         | miniserial                  | [ 202 ]  |
| Na ratunek królowi                               | 9 września 2022(dts)      | 9 września 2022(dts)      | 3        | 1        | Hiszpania         |                             | [ 203 ]  |
| Supermoce: Historia DC                           | 20 lipca 2023(dts)        | 20 lipca 2023(dts)        | 3        | 1        | Stany Zjednoczone | miniserial                  | [ 204 ]  |
| Garavito: La bestia serial                       | 20 października 2023(dts) | 20 października 2023(dts) | 4        | 1        | Kolumbia          | miniserial                  | [ 205 ]  |
| La hija de Dios                                  | 26 października 2023(dts) | 26 października 2023(dts) | 3        | 1        | Argentyna         | miniserial                  | [ 206 ]  |
| Żywoty Felixa                                    | 24 listopada 2023(dts)    | 24 listopada 2023(dts)    | 7        | 1        | Hiszpania         | miniserial                  | [ 207 ]  |
| Pyszne historie                                  | 1 lutego 2024(dts)        | 1 lutego 2024(dts)        | 6        | 1        | Stany Zjednoczone |                             | [ 208 ]  |
| Cała prawda o Jimie                              | 15 lutego 2024(dts)       | 15 lutego 2024(dts)       | 4        | 1        | Stany Zjednoczone | miniserial                  | [ 209 ]  |
| Menem Junior, la muerte del hijo del presidente  | 29 lutego 2024(dts)       | 29 lutego 2024(dts)       | 4        | 1        | Argentyna         | miniserial                  | [ 210 ]  |
| Sprawiedliwość po amerykańsku                    | 14 marca 2024(dts)        | 28 marca 2024(dts)        | 6        | 1        | Stany Zjednoczone |                             | [ 211 ]  |
| Funny or Die’s High Science                      | 20 kwietnia 2023(dts)     | 20 kwietnia 2023(dts)     | 5        | 1        | Stany Zjednoczone | współprodukcja z Discovery+ | [ 212 ]  |
| Massacre of the Mormons                          | 11 kwietnia 2024(dts)     | 18 kwietnia 2024(dts)     | 4        | 1        | Stany Zjednoczone | miniserial                  | [ 213 ]  |
| Piekło na ziemi. Sprawa Veroniki                 | 21 maja 2024(dts)         | 21 maja 2024(dts)         | 3        | 1        | Hiszpania         | miniserial                  | [ 214 ]  |
| Najlepsze drinki z Shay Mitchell                 | 23 maja 2024(dts)         | 13 czerwca 2024(dts)      | 4        | 1        | Stany Zjednoczone |                             | [ 215 ]  |
| Romário, O Cara                                  | 23 maja 2024(dts)         | 23 maja 2024(dts)         | 6        | 1        | Brazylia          | miniserial                  | [ 216 ]  |
| Król Zanzibaru                                   | 28 czerwca 2024(dts)      | 28 czerwca 2024(dts)      | 3        | 1        | Polska            | miniserial                  | [ 217 ]  |
| Piekło nastolatków: Obozy poprawcze w Ameryce    | 11 lipca 2024(dts)        | 18 lipca 2024(dts)        | 3        | 1        | Stany Zjednoczone | miniserial                  | [ 218 ]  |
| Nieuchwytny porywacz i zabójstwo dwóch kuzynek   | 8 sierpnia 2024(dts)      | 8 sierpnia 2024(dts)      | 3        | 1        | Stany Zjednoczone | miniserial                  | [ 219 ]  |
| Sprawa Sancho                                    | 18 października 2024(dts) | 18 października 2024(dts) | 3        | 1        | Meksyk            | miniserial                  | [ 220 ]  |
| Łowcy skór                                       | 30 października 2024(dts) | 6 listopada 2024(dts)     | 4        | 1        | Polska            | miniserial                  | [ 221 ]  |
| Call Me Ted                                      | 13 listopada 2024(dts)    | 13 listopada 2024(dts)    | 6        | 1        | Stany Zjednoczone | miniserial                  | [ 222 ]  |
| Rozbić bank. Jeden makler, 50 miliardów          | 28 listopada 2024(dts)    | 28 listopada 2024(dts)    | 4        | 1        | Francja           | miniserial                  | [ 223 ]  |
| Strażnicy białego Teksasu                        | 6 lutego 2025(dts)        | 6 lutego 2025(dts)        | 4        | 1        | Stany Zjednoczone | miniserial                  | [ 224 ]  |
| Jak uciekłam z Opus Dei                          | 7 lutego 2025(dts)        | 7 lutego 2025(dts)        | 4        | 1        | Hiszpania         | miniserial                  | [ 225 ]  |
| Culiacanazo: Herederos del Narco                 | 13 marca 2025(dts)        | 3 kwietnia 2025(dts)      | 4        | 1        | Meksyk            | miniserial                  | [ 226 ]  |
| Super Sara                                       | 13 czerwca 2025(dts)      | 27 czerwca 2025(dts)      | 3        | 1        | Hiszpania         | miniserial                  | [ 227 ]  |
| Teraz albo nigdy: FC Montfermeil                 | 20 czerwca 2025(dts)      |                           | 5        | 1        | Francja           | miniserial                  | [ 228 ]  |

## Programy rozrywkowe
| Tytuł                                                                                     | Data premiery             | Data zakończenia         | Odcinki  | Sezony   | Kraj produkcji    | Dodatkowe informacje                               | Źr.      |
| Trwające                                                                                  | Trwające                  | Trwające                 | Trwające | Trwające | Trwające          | Trwające                                           | Trwające |
| ----------------------------------------------------------------------------------------- | ------------------------- | ------------------------ | -------- | -------- | ----------------- | -------------------------------------------------- | -------- |
| My Sesame Street Friends                                                                  | 12 listopada 2020(dts)    |                          | 195      | 15       | Stany Zjednoczone |                                                    | [ 229 ]  |
| Divina Comida México                                                                      | 27 października 2022(dts) |                          | 44       | 3        | Meksyk            |                                                    | [ 230 ]  |
| Selling the Hamptons (od sezonu 2)                                                        | 1 marca 2024(dts)         |                          | 8        | 1        | Stany Zjednoczone | kontynuacja programu Discovery+ (w sumie 2 sezony) | [ 231 ]  |
| Trixie Motel (od sezonu 2)                                                                | 1 czerwca 2024(dts)       |                          | 4        | 1        | Stany Zjednoczone | kontynuacja programu Discovery+ (w sumie 2 sezony) | [ 232 ]  |
| Stary dom, nowe życie                                                                     | 27 czerwca 2024(dts)      |                          | 6        | 1        | Stany Zjednoczone |                                                    | [ 233 ]  |
| AmeryGhana                                                                                | 5 września 2024(dts)      |                          | 6        | 1        | Stany Zjednoczone |                                                    | [ 234 ]  |
| Roller Jam                                                                                | 10 października 2024(dts) |                          | 6        | 1        | Stany Zjednoczone |                                                    | [ 235 ]  |
| Human vs Hamster                                                                          | 21 listopada 2024(dts)    |                          | 8        | 1        | Stany Zjednoczone |                                                    | [ 236 ]  |
| Spróbujmy jeszcze raz                                                                     | 28 listopada 2024(dts)    |                          | 8        | 1        | Stany Zjednoczone |                                                    | [ 237 ]  |
| Starzy przyjaciele                                                                        | 19 grudnia 2024(dts)      |                          | 4        | 1        | Stany Zjednoczone |                                                    | [ 238 ]  |
| Prawdziwi Amerykanie                                                                      | 27 marca 2025(dts)        |                          | 8        | 1        | Stany Zjednoczone | sezon 1 w trakcie emisji                           | [ 239 ]  |
| Powrót na pogranicze                                                                      | 10 lipca 2025(dts)        |                          |          |          | Stany Zjednoczone | sezon 1 w trakcie emisji                           | [ 240 ]  |
| Zakończone                                                                                |                           |                          |          |          |                   |                                                    |          |
| Craftopia                                                                                 | 27 maja 2020(dts)         | 18 listopada 2021(dts)   | 20       | 2        | Stany Zjednoczone |                                                    | [ 241 ]  |
| Legendy voguingu                                                                          | 27 maja 2020(dts)         | 9 czerwca 2022(dts)      | 29       | 3        | Stany Zjednoczone |                                                    | [ 242 ]  |
| The Not-Too-Late Show with Elmo                                                           | 27 maja 2020(dts)         | 30 grudnia 2021(dts)     | 29       | 2        | Stany Zjednoczone |                                                    | [ 243 ]  |
| Selena + szefowie kuchni                                                                  | 13 sierpnia 2020(dts)     | 1 września 2022(dts)     | 40       | 4        | Stany Zjednoczone |                                                    | [ 244 ]  |
| Karma                                                                                     | 18 czerwca 2020(dts)      | 18 czerwca 2020(dts)     | 8        | 1        | Stany Zjednoczone |                                                    | [ 245 ]  |
| Mo Willems and The Storytime All-Stars Present: Don’t Let the Pigeon Do Storytime Shorts! | 17 września 2020(dts)     | 17 września 2020(dts)    | 8        | 1        | Stany Zjednoczone |                                                    | [ 246 ]  |
| Haute Dog                                                                                 | 24 września 2020(dts)     | 4 lutego 2021(dts)       | 12       | 1        | Stany Zjednoczone |                                                    | [ 247 ]  |
| Świat spokoju                                                                             | 1 października 2020(dts)  | 1 października 2020(dts) | 10       | 1        | Stany Zjednoczone |                                                    | [ 248 ]  |
| Ale bukiet!                                                                               | 12 listopada 2020(dts)    | 1 lipca 2022(dts)        | 16       | 2        | Stany Zjednoczone |                                                    | [ 249 ]  |
| 12 Dates of Christmas                                                                     | 26 listopada 2020(dts)    | 25 listopada 2021(dts)   | 18       | 2        | Stany Zjednoczone |                                                    | [ 250 ]  |
| W dobrym stylu z Jenną Lyons                                                              | 3 grudnia 2020(dts)       | 3 grudnia 2020(dts)      | 8        | 1        | Stany Zjednoczone |                                                    | [ 251 ]  |
| House of Ho                                                                               | 10 grudnia 2020(dts)      | 8 września 2022(dts)     | 17       | 2        | Stany Zjednoczone |                                                    | [ 252 ]  |
| The Bridge                                                                                | 11 lutego 2021(dts)       | 30 czerwca 2022(dts)     | 14       | 2        | Wielka Brytania   | współprodukcja z Channel 4                         | [ 253 ]  |
| Ciastopia                                                                                 | 25 marca 2021(dts)        | 25 marca 2021(dts)       | 12       | 1        | Stany Zjednoczone |                                                    | [ 254 ]  |
| Wahl Street                                                                               | 15 kwietnia 2021(dts)     | 6 października 2022(dts) | 16       | 2        | Stany Zjednoczone |                                                    | [ 255 ]  |
| Ellen szuka projektanta                                                                   | 22 kwietnia 2021(dts)     | 20 maja 2021(dts)        | 6        | 1        | Stany Zjednoczone |                                                    | [ 256 ]  |
| The Big Shot with Bethenny                                                                | 29 kwietnia 2021(dts)     | 20 maja 2021(dts)        | 7        | 1        | Stany Zjednoczone |                                                    | [ 257 ]  |
| FBoy Island                                                                               | 29 lipca 2021(dts)        | 4 sierpnia 2022(dts)     | 20       | 2        | Stany Zjednoczone |                                                    | [ 258 ]  |
| The Hype                                                                                  | 12 sierpnia 2021(dts)     | 6 października 2022(dts) | 16       | 2        | Stany Zjednoczone |                                                    | [ 259 ]  |
| Sweet Life: Los Angeles                                                                   | 19 sierpnia 2021(dts)     | 18 sierpnia 2022(dts)    | 20       | 2        | Stany Zjednoczone |                                                    | [ 260 ]  |
| Juanpa + Chef                                                                             | 11 listopada 2021(dts)    | 18 listopada 2021(dts)   | 6        | 1        | Meksyk            |                                                    | [ 261 ]  |
| Sandy + Chef                                                                              | 11 listopada 2021(dts)    | 18 listopada 2021(dts)   | 6        | 1        | Brazylia          |                                                    | [ 262 ]  |
| O Grande Look                                                                             | 25 listopada 2021(dts)    | 25 listopada 2021(dts)   | 8        | 1        | Brazylia          |                                                    | [ 263 ]  |
| 40 No es Nada                                                                             | 2 grudnia 2021(dts)       | 2 grudnia 2021(dts)      | 6        | 1        | Meksyk            |                                                    | [ 264 ]  |
| Być jak Magic Mike                                                                        | 16 grudnia 2021(dts)      | 16 grudnia 2021(dts)     | 7        | 1        | Stany Zjednoczone |                                                    | [ 265 ]  |
| Jornada Astral                                                                            | 21 grudnia 2021(dts)      | 21 grudnia 2021(dts)     | 12       | 1        | Brazylia          |                                                    | [ 266 ]  |
| My Mom, Your Dad                                                                          | 13 stycznia 2022(dts)     | 13 stycznia 2022(dts)    | 8        | 1        | Stany Zjednoczone |                                                    | [ 267 ]  |
| About Last Night                                                                          | 10 lutego 2022(dts)       | 10 lutego 2022(dts)      | 8        | 1        | Stany Zjednoczone |                                                    | [ 268 ]  |
| 2022                                                                                      | 11 marca 2022(dts)        | 11 marca 2022(dts)       | 12       | 1        | Brazylia          |                                                    | [ 269 ]  |
| Queen Stars                                                                               | 22 marca 2022(dts)        | 14 kwietnia 2023(dts)    | 8        | 1        | Brazylia          |                                                    | [ 270 ]  |
| Prawdziwa gwiazda                                                                         | 1 kwietnia 2022(dts)      | 27 maja 2022(dts)        | 10       | 1        | Rumunia           |                                                    | [ 271 ]  |
| A Ponte: The Bridge Brasil                                                                | 9 czerwca 2022(dts)       | 23 czerwca 2022(dts)     | 8        | 1        | Brazylia          |                                                    | [ 272 ]  |
| The Big Brunch                                                                            | 10 listopada 2022(dts)    | 24 listopada 2022(dts)   | 8        | 1        | Stany Zjednoczone |                                                    | [ 273 ]  |
| The Climb                                                                                 | 12 stycznia 2023(dts)     | 26 stycznia 2023(dts)    | 8        | 1        | Stany Zjednoczone |                                                    | [ 274 ]  |
| Kendra Sells Hollywood (sezon 2)                                                          | 26 maja 2023(dts)         | 9 czerwca 2023(dts)      | 6        | 1        | Stany Zjednoczone | kontynuacja serialu Discovery+ (w sumie 2 sezony)  | [ 275 ]  |
| Swiping America                                                                           | 15 czerwca 2023(dts)      | 29 czerwca 2023(dts)     | 8        | 1        | Stany Zjednoczone |                                                    | [ 276 ]  |
| Project Greenlight: A New Generation                                                      | 13 lipca 2023(dts)        | 13 lipca 2023(dts)       | 10       | 1        | Stany Zjednoczone |                                                    | [ 277 ]  |
| Wymarzone samochody Roberta Downeya Juniora                                               | 22 czerwca 2023(dts)      | 6 lipca 2023(dts)        | 6        | 1        | Stany Zjednoczone |                                                    | [ 278 ]  |
| Time Zone                                                                                 | 14 lipca 2023(dts)        | 14 lipca 2023(dts)       | 8        | 1        | Hiszpania         |                                                    | [ 279 ]  |
| The Bridge Hungary                                                                        | 11 sierpnia 2023(dts)     | 11 sierpnia 2023(dts)    | 7        | 1        | Węgry             |                                                    | [ 280 ]  |
| Serving the Hamptons (sezon 2)                                                            | 2 lutego 2024(dts)        | 2 lutego 2024(dts)       | 6        | 1        | Stany Zjednoczone | kontynuacja programu Discovery+ (w sumie 2 sezony) | [ 281 ]  |
| W fazie produkcji lub oczekujące na premierę                                              |                           |                          |          |          |                   |                                                    |          |
| Aventura en pelotas                                                                       |                           |                          |          |          | Hiszpania         |                                                    | [ 282 ]  |
| adaptacja Naked Attraction                                                                |                           |                          |          |          | Hiszpania         |                                                    | [ 282 ]  |
| Pekín Express (sezon 7)                                                                   |                           |                          |          |          | Hiszpania         | kontynuacja programu Cuatro/Antena 3/LaSexta       | [ 282 ]  |

## Podcasty
| Tytuł                                      | Data premiery         | Data zakończenia         | Odcinki | Sezony | Kraj produkcji    | Dodatkowe informacje | Źr.     |
| ------------------------------------------ | --------------------- | ------------------------ | ------- | ------ | ----------------- | -------------------- | ------- |
| Batman: The Audio Adventures               | 18 września 2021(dts) | 7 października 2022(dts) | 20      | 2      | Stany Zjednoczone |                      | [ 283 ] |
| Talking Pictures: A Movie Memories Podcast | 16 stycznia 2024(dts) |                          | 22      | 2      | Stany Zjednoczone |                      | [ 284 ] |